# Беллэрс, Джон
Джон Энтони Беллэрс (17 января 1938, Маршалл, Мичиган, США — 8 марта 1991, Хаверхилл, Массачусетс, США) — американский писатель, наиболее известный своими готическими романами для молодёжной аудитории.

## Биография
После обучения в университете Нотр-Дам и Университете Чикаго Бэллерс преподавал английский язык в различных колледжах Новой Англии в течение нескольких лет перед полным переключением на литературную работу в 1971 году.
Его первая опубликованная работа, «St. Fidgeta и другие пародии», был сборником сатирических рассказов, впервые напечатанным в 1965 году.
«The Pedant and the Shuffly», его вторая книга, была короткой басней. Первоначально она была опубликована в 1968 году и повторно выпущена в 2001 и 2009 гг.
Впоследствии Джон Бэллерс написал огромное количество готических романов, два из которых, «Дом с часами на стене» и «Сокровища Алфея Винтербона», были адаптированы для телевидения в 1979 и 1980 годах соответственно. Ряд книг были также изданы на иностранных языках, таких как немецкий, французский, японский, польский и другие.
Джон Бэллерс умер от сердечно-сосудистого заболевания в 1991 году. Писателю было 53 года.

## Награды
| #  | Название книги                         | Награда                                                                       | Год       |
| -- | -------------------------------------- | ----------------------------------------------------------------------------- | --------- |
| 01 | The House with a Clock in Its Walls    | American Library Association Children’s Books of International Interest Award | 1973      |
| 02 | The House with a Clock in its Walls    | New York Times Outstanding Books of 1973 Award                                | 1973      |
| 03 | The House with a Clock in its Walls    | South Carolina Children’s Book Award Nominee                                  | 1978-1979 |
| 04 | The House with a Clock in its Walls    | Michigan Young Readers Award Nominee                                          | 1980      |
| 05 | The House with a Clock in its Walls    | Maude Hart Lovelace Award Nominee (Minnesota)                                 | 1982      |
| 06 | The Letter, the Witch, and the Ring    | South Carolina Children’s Book Award Nominee                                  | 1979-1980 |
| 07 | The Letter, the Witch, and the Ring    | Utah Children’s Fiction Book Award                                            | 1981      |
| 08 | The Treasure of Alpheus Winterborn     | Maude Hart Lovelace Award Nominee (Minnesota)                                 | 1983      |
| 09 | The Curse of the Blue Figurine         | Utah Children’s Fiction Book Award Nominee                                    | 1985      |
| 10 | The Curse of the Blue Figurine         | Indian Paintbrush Book Award Nominee (Wyoming)                                | 1986      |
| 11 | The Curse of the Blue Figurine         | Virginia Young Readers Award, Middle School Division                          | 1986-1987 |
| 12 | The Curse of the Blue Figurine         | Read-Aloud Books Too Good to Miss List (Indiana Library Federation)           | 1990-1991 |
| 13 | The Mummy, the Will, and the Crypt     | Iowa Teen Award Nominee                                                       | 1985-1986 |
| 14 | The Dark Secret of Weatherend          | Utah Children’s Fiction Book Award Nominee                                    | 1987      |
| 15 | The Eyes of the Killer Robot           | Rebecca Caudill Young Readers Book Award Nominee (Illinois)                   | 1991      |
| 16 | The Lamp from the Warlock’s Tomb       | Edgar Award                                                                   | 1989      |
| 17 | The Specter from the Magician’s Museum | Georgia Author of the Year Award, Young Adult Division                        | 1998      |
| 18 | The Specter from the Magician’s Museum | New York Public Library «Best Books for the Teen Age» Awards                  |           |